# 周宝奎
周宝奎（1920年3月14日—2016年12月23日），原名周彩娥，生于中国浙江嵊县开元乡，越剧女演员，擅长老旦，有“老旦王”之稱，为中国国家一级演员。1947年加入玉兰剧团。1954年，进入上海越剧院。代表作品有《碧玉簪》、《红楼梦》、《祥林嫂》、《追鱼》、《珍珠塔》等。